# أحفير
أحفير، مدينة مغربية صغيرة، عرفت سابقاً باسم «مارتامبراي دو كيس» "Martinprey Du Kiss". يقدّر عدد سكانها بحوالي 20,000 نسمة ويتكلم أغلبهم بالأمازيغية. أسسها سنة 1908 الجنرال الفرنسي ليوطي.
اسم مدينة أحفير يعني حفرة باللغة الامازيغية ويأتي من المحجر الذي تم حفره بهذه القرية في عهد الحماية الفرنسية.

## الموقع
تقع في أقصى شمال شرق المغرب بالقرب من مدينة باب العسة في الجزائر. وهي موجودة في الجهة الشرقية وبالقرب من البحر (18 كيلومترا من منتجع السعيدية)، وتبعد عن مطار وجدة-أنجاد نحو 25 كلم، هي تابعة لعمالة بركان. فهي جزء من اتحاد بني زناسن (بركان، أحفير، تافوغالت). تتصل بوجدة (عاصمة الجهة الشرقية المغربية) بطريق سريع (ليس طريقا سيارا) طوله (35 كلم) وبمنتجع ميديتيرانيا-السعيدية بطريق سريع طوله (25 كلم) وبمدينة بركان بطريق سريع أيضا.
توجد في المدينة مدرستان إعداديتان وثانوية ومركز للتكوين المهني وقسم شرطة ومستشفى ومركز للجمارك ومركز للدرك. يمر قرب المدينة نهر يطلق عليه أهل المدينة أسم «واد كيس» ويمثّل هذا النهر الحدود بين المغرب والجزائر في المنطقة.

## أعلام
- فيليب كلير
- بدر سلطان